# Corpoven
Corpoven, S.A. fue una empresa petrolera venezolana, filial de Petróleos de Venezuela (PDVSA), que operó negocios de exploración, producción, refinación y comercialización de petróleo y derivados, así como todas las operaciones gasíferas en Venezuela durante 19 años, desde el inicio de sus actividades en diciembre de 1978 hasta el cese de las mismas el 31 de diciembre de 1997. Al igual que sus hermanas Maraven y Lagoven, Corpoven contaba con una amplia red de estaciones de servicio distribuidas por el territorio venezolano, por lo cual se convirtió en un ícono cultural de la Venezuela contemporánea.
Corpoven estuvo asimismo ligada —durante su existencia— al desarrollo social y cultural de Venezuela, a través de actividades de diversa índole, como proveedor de servicios de salud y mejora de infraestructura en las comunidades afectadas por sus actividades y apoyo a actividades deportivas y culturales. En este último ámbito, particular mención merece la publicación de Venezuela Tierra Mágica, una serie de volúmenes —primero en material impreso y luego también de carácter audiovisual— que tenía como objetivo difundir conocimientos en diversas áreas del saber relacionadas con la historia y el espacio geopolítico venezolano.

## Historia
Las operaciones de Corpoven fueron definidas por la política de racionalización de recursos decididas por la estatal PDVSA a fines de 1977, cuando se decidió integrar las actividades que por separado llevaban las filiales Llanoven y CVP. En tal sentido, los activos pertenecientes a ambas empresas quedarían bajo el control efectivo de Corpoven una vez firmada la fusión empresarial. La CVP controlaba para el momento una vasta red de gasoductos e instalaciones para el suministro de gas doméstico en la zona metropolitana de Caracas, una amplia red de estaciones de servicio a nivel nacional y las refinerías de Morón y Bajo Grande.

## Creación
Corpoven tiene su origen en el registro mercantil —con fecha 16 de noviembre de 1978— que legaliza la fusión empresarial de la antigua operadora Llanoven con la Corporación Venezolana del Petróleo. Se decidió que la nueva empresa honrara la memoria de la CVP, primera empresa petrolera estatal venezolana, para lo cual se escogió el nombre Corpoven.
Para esa fecha, Llanoven —también filial de PDVSA— administraba entonces los activos que antes de la nacionalización pertenecieron a Sunoco -luego Palmaven-, Sinclair Oil Corporation —luego Bariven— (que básicamente comprendían la refinería El Chaure, en Puerto La Cruz y las instalaciones de El Toreño, en el Estado Barinas) y ExxonMobil (Refinería El Palito), además de su propia red de estaciones de servicio.

## Hitos operativos de la empresa
Acorde con la Ley que Reserva al Estado la Industria del Gas de 1971, la industria del gas sería ejercida en lo sucesivo por el estado y explotada por la CVP. A los concesionarios privados se les requirió entregar al estado todo el gas producido. Desde la creación de Corpoven en 1978, la actividad gasífera antes desempeñada por la CVP pasó a manos de aquella. En 1979 el Ministerio de Energía y Minas elaboró un informe para el Desarrollo de la faja del Orinoco. El área general fue dividida en cuatro grandes bloques, de los cuales el bloque Machete fue asignado a Corpoven. A finales de 1981, concluyó el proyecto ELPAEX, para el Cambio de Patrón de Refinación en la Refinería El Palito. Ese mismo año, Corpoven, con el pozo exploratorio Tonoro-4E, descubrió un campo de gas no asociado en el estado Anzoátegui.
En julio de 1984, Corpoven descubrió depósitos comerciales de petróleo crudo de peso específico liviano en la subcuenca de Apure, con los campos La Victoria y Guafita. Continuando con el programa de optimización del circuito de refinación de PDVSA, la Refinería El Chaure se fusiona con la Refinería Puerto La Cruz, operada entonces por la filial hermana Meneven. En noviembre de ese año se aprueba el proyecto "NurGas" (Nueva Red de Gas), que preveía la construcción y ampliación del gasoducto Oriente-Occidente. Este proyecto se inició en 1987 y se concluyó en 1991, elevó la extensión de la red de gas a 2270 km de líneas, cuatro de ellas desde  Anaco hasta la planta compresora en Altagracia de Orituco, necesaria para elevar la presión y transportar el combustible hasta Barquisimeto.
En 1985 se avanza en el proceso de racionalización de recursos en la industria petrolera venezolana, liquidando a la operadora hermana Meneven y transfiriendo las operaciones que esta tenía en la Refinería Bajo Grande a Maraven, dejando las operaciones gasíferas más el resto de las exploraciones y producción petrolera en el oriente venezolano a Corpoven. En 1986, exploraciones en el oriente venezolano llevadas a cabo conjuntamente por Corpoven y Lagoven llevan al descubrimiento del productivo campo El Furrial (Municipio Maturín del Estado Monagas), rico en depósitos de crudo liviano.
En 1987, se le asigna formalmente a Corpoven  la responsabilidad de adelantar el proyecto de Gas Natural Vehicular (GNV) en Venezuela. El proyecto se inició en el área metropolitana de Caracas en 1989 y en 1992 se extendió a otras ciudades. Se llegaron a convertir 50 000 vehículos, con énfasis en el transporte público, pero el programa no se desarrolló como se esperaba, principalmente debido a que los precios de venta de la gasolina no fueron elevados a niveles que hicieran del gas una opción competitiva.
Desde principios de la década de 1990, Corpoven, junto con Lagoven, participó en el proyecto de desarrollo y manejo de Orimulsión, un combustible fósil comercializado a partir de los hidrocarburos explotados en la Faja del Orinoco.

## Cese de actividades
En 1997, PDVSA decide realizar un cambio en su estructura funcional, eliminando la figura de las filiales operadoras e integrando las actividades que por separado llevaban todas ellas en las áreas de exploración, producción, mercadeo, servicios y producción gasífera. En su lugar, se estableció una nueva estructura de operaciones basada en unidades de negocio. Como consecuencia de ello, Corpoven cesó operaciones el 31 de diciembre de 1997 y todos sus activos —así como los de las filiales hermanas Maraven y Lagoven— pasaron a ser controlados directamente por su casa matriz PDVSA, renombrando la entidad combinada como PDVSA Petróleo y Gas, S.A.

Adicionalmente, se reactivó la filial Deltaven, quien desde 1997 se encarga del negocio de comercialización de combustibles y derivados bajo la marca "PDV", tomando el control de algunas de las estaciones de servicio de la red de Corpoven.